# でじこのへや for ウィンターガーデン
『でじこのへや for ウィンターガーデン』は、2007年3月23日から5月4日まで隔週金曜日に音泉&BEWEで配信された全4回の短期放送。
でじこことデ・ジ・キャラット役の真田アサミが最新作の『ウィンターガーデン』の情報も取り上げつつゲストをでじこのお部屋へ迎えて面白トークを繰り広げる。

## パーソナリティ
- 真田アサミ（デ・ジ・キャラット役）

### 配信曜日など
- 配信曜日：隔週金曜日更新
- 配信サイト：音泉・BEWE
- 配信期間：2007年3月23日 - 2007年5月4日（全4回）
- スポンサー：ウィンターガーデン制作委員会
- スタッフ：日高殖充

## 番組・放送概要
- 真田とでじこの名を看板とした音泉でのインターネットラジオ番組は「真田アサミのコミックデ・ジ・キャラット」（プレ放送2005年2月24日、本放送2005年3月3日 - 10月27日）以来。

## コーナー
- フリートーク&ふつおた

パーソナリティとゲストのフリートークとリスナーからのお便りを紹介。ゲストへの質問やウィンターガーデンの感想など。
- ゲストの悩み相談

ゲストの様々な悩み事をでじこが相談に乗ってアドバイス。
- ゲストと対決コーナー

でじことゲストが毎回何か試練に挑戦して対決する挑戦コーナー。2人に挑戦してほしいお題を送る。
※「（）」は勝者へのデザート
1. 黒ひげ危機一発対決（ケーキ）…飛び出すまで刺していった
2. ジェンガ対決（?）…ラジオのため実況しながらを条件に対決した | [icon] | この節の加筆が望まれています。 |
3. 辞書早引き対決（水羊羹）…アクセント辞典を使用。真田がこの回で初めて負けた
4. お絵描き対決（カスタードプリン）…判定はスタッフの日高Dとブロッコリースタッフらが判定（内訳：女1名、男2名）。お題は「でじこ」だったが、引き分けで急遽「ほっけみりん」のお題が出されたが、それでも引き分けに終わりカスタードプリンを食べた

- でじこのへやインフォメーション

ブロッコリー商品関連のお知らせ。

## ゲスト
2007年
1. 3月23日 - 入野自由（仙波拓郎役）
2. 4月6日 - ささきのぞみ（愛子役）
3. 4月20日 - 氷上恭子（ラ・ビ・アン・ローズ役）
4. 5月4日 - 沢城みゆき（プチ・キャラット役）